# مارسيل جوميس
مارسيل جوميس (بالفرنسية: Marcel Gomis)‏ (20 أغسطس 1987 بداكار في السنغال - ) هو لاعب كرة قدم سنغالي في مراكز الوسط والهجوم وجناح ‏. لعب مع شينيك ياروسلافل ونادي أولهانينسي وديسبورتيفو تروفينسي ونادي فاماليساو ونادي فيزيلا.

## وصلات خارجية
- مارسيل جوميس على موقع قاعدة بيانات كرة القدم.إي يو (الإنجليزية)
- مارسيل جوميس على موقع Soccerway.com (الإنجليزية)